# Radek Martínek
Radek Martínek (Havlíčkův Brod, 31 agosto 1976) è un ex hockeista su ghiaccio ceco.

## Palmarès

### Mondiali
- 3 medaglie:
  - 2 ori (Russia 2000; Germania 2001)
  - 1 bronzo (Slovacchia 2011)